# (2865) Laurel
(2865) Laurel es un asteroide perteneciente al cinturón de asteroides, descubierto el 31 de julio de 1935 por Cyril V. Jackson desde el Observatorio Union, en Johannesburgo, Sudáfrica.

## Designación y nombre
Designado provisionalmente como 1935 OK. Fue nombrado Laurel en honor al actor cómico y escritor británico Stan Laurel.